# 1948年の音楽
1948年の音楽（1948ねんのおんがく）では、1948年（昭和23年）の世界の音楽についてまとめる。

## できごと
- ルイ・アームストロングらが出演した「ナイス・ジャズ・フェステイバル」が開催された[1][2]。
- ペリー・コモ[3]のクリスマス・スペシャルが放送された。

## 洋楽シングル
- エイモス・ミルバーン「チキン・シャック・ブギー」

## 洋楽アルバム
- アル・ジョルソン「The Jolson Album Vol. 2」

## 邦楽シングル

### コロムビア
- 伊藤久男
  - 「たそがれの夢」
  - 「シベリヤ・エレジー」
- 近江俊郎
  - 「男涙よなぜ熱い」
  - 「南の薔薇」
  - 「湯の町エレジー」
  - 「新愛染かつら」　共唱：奈良光枝
  - 「愛の灯かげ」　共唱：奈良光枝
  - 「思い出は雲に似て」
- 笠置シヅ子
  - 「ヘイヘイブギー」
  - 「大阪ブギウギ」
  - 「ジャングル・ブギー」
- 霧島昇
  - 「夢去りぬ」
- 高峰三枝子
  - 「懐しのブルース」
- 奈良光枝
  - 「雨の夜汽車」
- 二葉あき子
  - 「バラのルンバ」（1月発売）
  - 「あの夢この歌」(3月発売)共唱：霧島昇
  - 「とてもセンチなタンゴ」(3月発売)
  - 「涙の駒鳥」（4月発売）共唱：霧島昇
  - 「捨てられた薔薇」(5月発売)
  - 「フランチェスカの鐘」(6月発売)台詞：高杉妙子
  - 「恋の曼珠沙華」(7月発売)
  - 「なつかしのブエノスアイレス」(7月発売)
  - 「面影の花」(9月発売)
  - 「さよならルンバ」(11月発売)
  - 「夢よもういちど」(12月発売)
- 松田トシ
  - 「ブンガワンソロ」
- 松原操
  - 「三百六十五夜」共演：霧島昇
- 渡辺はま子
  - 「旅空夜空」(4月発売)
  - 「アデュー上海」(11月発売)

### ビクター
- 竹山逸郎
  - 「異国の丘」　共唱：中村耕造
- 灰田勝彦
  - 「東京の屋根の下」
- 平野愛子
  - 「君待てども」

### キングレコード
- 岡晴夫
  - 「憧れのハワイ航路」
- 小畑実
  - 「長崎のザボン売り」
  - 「小判鮫の唄」
  - 「波止場シャンソン」
- 津村謙
  - 「流れの旅路」
  - 「緑の牧場」
- 三門順子
  - 「お七かんざし」
- 宮野信子
  - 「泪のブルース」

### テイチク
- 淡谷のり子
  - 「君忘れじのブルース」
- 小唄勝太郎
  - 「大島情話」
- 田端義夫
  - 「とまり船」
  - 「ひょうたんジルバ」
  - 「ダンディ気質」
  - 「別れ出船」
- 轟夕起子
  - 「あんな女と誰が言う」

### ポリドール
- 青山一郎
  - 「さらば港よ」
- 日本橋きみ栄
  - 「炭坑節」

## デビューしたアーティスト
- 黒木曜子／「想い出のスバル」
- 久保幸江／「千鳥なぜ啼く」
- 中村耕造／「異国の丘」
- 前島節子／「恋占い」
- 宮野信子／「泪のブルース」

## 主な音楽賞
| 賞            | 受賞作・受賞者                |
| ------------- | ----------------------------- |
| 第3回芸術祭賞 | - 奨芸術祭賞(音楽部門) - なし |

## 誕生
- 1月7日 - 水木一郎（歌手、+2022年・74歳没）
- 1月18日 - 森山良子（歌手）
- 1月20日 - 小鳩くるみ（歌手）
- 1月30日 - 柳ジョージ（歌手、元ザ・ゴールデン・カップス/元柳ジョージ&レイニーウッド、+2011年・63歳没）
- 2月4日 - 加橋かつみ（ミュージシャン、元ザ・タイガース）
- 2月18日 - 鈴木康博（シンガーソングライター、元オフコース）
- 2月19日 - 財津和夫（シンガーソングライター、チューリップ）
- 2月22日 - 都はるみ（演歌歌手）
- 2月23日 - スティーヴ・プリースト（ベーシスト、スウィート、+2020年・72歳没）
- 3月14日 - 五木ひろし（演歌歌手）
- 3月26日 - いしだあゆみ（歌手・女優）
- 3月26日 - スティーヴン・タイラー（歌手、エアロスミス）
- 3月28日 - ミラン・ウィリアムズ（キーボーディスト、コモドアーズ、+2006年・58歳没）
- 4月7日 - 安田裕美（作曲家・ギタリスト、六文銭/フライング・キティ・バンド、山崎ハコ夫、+2020年・72歳没）
- 4月16日 - 松崎由治（歌手、元ザ・テンプターズ）
- 4月16日 - 曽我部和恭（声優・俳優・元歌手、+2006年・58歳没）
- 4月18日 - クーペ（歌手・元落語家、+2020年・72歳没）
- 5月1日 - ダニー・テイラー（ミュージシャン、シルヴァー・アップルズ、+2005年）
- 5月7日 - 西岡恭蔵（ミュージシャン、KURO夫、+1999年・50歳没）
- 5月12日 - アイヴァン・クラール（シンガーソングライター、+2020年・71歳没）
- 5月25日 - クラウス・マイネ（歌手、スコーピオンズ）
- 5月26日 - 黛ジュン（歌手・女優、三木たかし実妹）
- 5月31日 - ジョン・ボーナム（ドラマー、レッド・ツェッペリン、+1980年・32歳没）
- 6月25日 - 沢田研二（歌手、元ザ・タイガース/元PYG）
- 7月3日 - ポール・バレア（歌手、リトル・フィート、+2019年・71歳没）
- 7月6日 - 瀬川瑛子（演歌歌手）
- 7月7日 - 常富喜雄（歌手・音楽プロデューサー、猫）
- 7月9日 - エド山口（タレント・ミュージシャン、モト冬樹実兄）
- 7月20日 - 山内雄喜（ミュージシャン、Alani Ohana Band）
- 7月28日 - 大瀧詠一（ミュージシャン、元はっぴいえんど、+2013年・65歳没）
- 8月8日 - 松木恒秀（ミュージシャン、+2017年・68歳没）
- 8月20日 - ロバート・プラント（ミュージシャン、レッド・ツェッペリン）
- 8月30日 - 井上陽水（シンガーソングライター、井上陽水奥田民生）
- 9月4日 - 安達明（歌手、+2011年・62歳没）
- 9月12日 - あがた森魚（シンガーソングライター）
- 10月9日 - デイヴ・サミュエルズ（ヴィブラフォン奏者・マリンバ奏者、スパイロ・ジャイラ/元カリビアン・ジャズ・プロジェクト、+2019年・70歳没）
- 10月11日 - ダリル・ホール（ミュージシャン、ダリル・ホール&ジョン・オーツ）
- 10月12日 - スティーヴ・マーティン・カロ（歌手、レフト・バンク、+2020年・71歳没）
- 11月2日 - ディミトリー・スミルノフ（作曲家、+2020年・71歳没）
- 11月5日 - ルイズルイス加部（ベーシスト・ギタリスト、ザ・ゴールデン・カップス/元ピンククラウド、+2020年・71歳没）
- 11月6日 - グレン・フライ（歌手、イーグルス、+2016年・67歳没）
- 11月13日 - 由紀さおり（歌手・タレント・女優）
- 11月21日 - トム・フィン（ベーシスト、レフト・バンク、+2020年・71歳没）
- 12月6日 - リンダ・クリード（作詞家・シンガーソングライター、+1986年・37歳没）
- 12月11日 - 谷村新司（シンガーソングライター、アリス）
- 12月14日 - 錦野旦（歌手・俳優・タレント）
- 12月15日 - 近藤等則（トランペッター・音楽プロデューサー、+2020年・71歳没）
- 12月25日 - ムッシュ吉崎（歌手、クリスタルキング）
- 12月27日 - マーティン・バーチ（音楽プロデューサー、+2020年・71歳没）
- 12月31日 - ドナ・サマー（歌手、+2012年・63歳没）

月日不明
- 信藤三雄（ミュージックビデオ監督・アートディレクター）
- 葉村エツコ（元歌手）

## 死去
- 1月21日 - エルマンノ・ヴォルフ＝フェラーリ、作曲家（* 1876年）
- 1月26日 - イグナーツ・フリードマン、ピアニスト・作曲家（* 1882年）
- 4月24日 - マヌエル・ポンセ、作曲家（* 1882年）
- 5月24日 - コンスタンチン・イグームノフ、ピアニスト・作曲家・音楽教師（* 1873年）
- 6月1日 - ジョゼ・ヴィアナ・ダ・モッタ、ピアニスト・作曲家（* 1868年）
- 6月27日 - ジョージ・テンプルトン・ストロング、作曲家・画家（* 1856年）
- 9月12日 - 二村定一、歌手（* 1900年）
- 10月5日 - ゲオルク・クーレンカンプ、ヴァイオリニスト（* 1898年）
- 10月24日 - フランツ・レハール、作曲家（* 1870年）
- 11月12日 - ウンベルト・ジョルダーノ、作曲家（* 1867年）
- 11月22日 - ウゼイル・ハジベヨフ、作曲家（* 1885年）
- 12月2日 - チャノ・ポソ、コンガ奏者（* 1915年）